# Каролина (Торино)
Каролина је насеље у Италији у округу Торино, региону Пијемонт.
Према процени из 2011. у насељу је живело 95 становника. Насеље се налази на надморској висини од 231 м.